# Марија (песма Индире Радић)
„Марија” је петнаеста песма на албуму Исток, север, југ и запад српске певачице Индире Радић. Снимљена је 2011. године, на француском језику, као дует са Станком Маринковићем, који је Индиру упознао за време свог наступа у париском клубу Trois Maillets.

## Настанак песме
Радићева је рекла да је идеја за дует настала спонтано, када је у париском клубу Trois Maillets упознала Маринковића, француског певача и забављача српског порекла. Наиме, договорили су се да сниме песму у којој ће бити обједињени елементи балканског поп-фолка и турбо-фолка, али и француске шансоне.

## Пријем
Дует Марија је изазвао бројне и мешовите реакције већ истог дана када је постављен на Јутјуб. Наиме, многи су Индири замерили лош изговор француског језика, и сматрали да јој та песма уопште није била потребна. Други су пак хвалили певачицину храброст и померање граница поп-фолк музике. Песма је била седми видео-снимак са највише коментара на Јутјубу 18. и 19. децембра, два дана пошто је албум изашао у продају. Професор Факултета драмских уметности у Београду, Александар С. Јанковић је критиковао њене колеге и колегинице, попут Саше Поповића и Јелене Карлеуше, који су се подсмевали песми, а похвалио Индирину храброст, рекавши да певачица само прати трендове, и да је „њен стил певања француских речи иновативан и бизаран.“ Списатељица и политичарка, Биљана Србљановић, рекла је да јој је песма кул, а да је Индира царица, док Аца Лукас није имао речи хвале. На интернету може да се пронађе и фото-монтажа слике Слобода предводи народ (Ежен Делакроа), на којој је Индира представљена као Маријана, национални симбол Француске. Предалеко са подсмевањем отишао је водитељ Иван Ивановић, рекавши да пуштена уназад, песма открива судбину Косова, док ако се пусти нормално, чује се клање француске кобиле. Премда се током каријере уздржавала од упуштања у конфликте и коментарисања других јавних личности, Радићева му је ипак одговорила: Баш сам размишљала како да одговорим ако ме неко пита за коментар, а да не увредим никога. Али онда сам схватила да Ивановић тај језик свакако не би разумео, па сам одлучила да му помогнем да схвати и спустим се на његов ниво. Боље је и да звучим као кобила, него да имам манире свиње! Ову зиму многе свиње неће преживети, али знам једног вепра нераста који сигурно хоће, и то захваљујући томе што успешно рије по туђим двориштима. Сврха овог коментара није вређање било кога, већ искључиво хумор. Прочитала сам током последњих дана пуно вицева о себи и слатко сам се исмејала, јер су сви били духовитији од његових морбидних поређења. Напросто не видим шта може да буде смешно у клању било ког живог бића, то очигледно разумеју само болесни умови. Изгледа да је цела Србија духовитија од њега. Марија је крајем 2011. завршила на 38. месту на листи видео-снимака са највише коментара на Јутјубу у децембру, те се Индира тако још једном нашла изнад звезда попут Џастина Бибера, 50 сента, Кејти Пери и других. Са 38. је напредовала до једанаестог места, и тако престигла чак и велики зимски хит Мараје Кери – песму My All.
У знак подршке Индири Радић, њени обожаваоци широм света су 25. децембра 2011. на своје Фејсбук профиле поставили њену слику. Ивановић је у једној емисији, у јуну 2012. угостио француску певачицу Заз, и пустио јој Индирину песму. Она је признала да је разумела само други део песме, али је на Ивановићево изненађење додала: „Ова жена има јако лепу, необичну боју гласа... Допада ми се.“

## Друге верзије
Исте недеље када је у продају изашао Индирин албум, на интернету је објављена верзија песме на српском језику.